# Ханаи, Саид
Саи́д Ханаи́ (перс. سعید حنایی‎, 1962 — 8 апреля 2002) — иранский серийный убийца, признанный виновным в убийстве 16 проституток. Считается одним из самых кровожадных серийных убийц Ближнего Востока.

## Биография
Ханаи родился 5 апреля 1962 года, жил в городе Мешхед. Был женат, имел троих детей и работал каменщиком. По собственному признанию, Ханаи хотел очистить улицы Мешхеда от проституции и другой «грязи». Он заявил, что на активные действия его подтолкнул тот факт, что его жену один раз на улице приняли за проститутку. Стал убивать с августа 2000 года. Все его жертвы были проститутками и наркоманками. У многих остались маленькие дети.
Криминогенная обстановка в целом характерна для Мешхеда, однако убийства «маньяка-паука» произвели небывалый резонанс в городе. Власти города устроили большую облаву и убрали более 500 проституток с улиц Мешхеда.
Во время суда над Ханаи в защиту убийцы выступило множество жителей Мешхеда. Его называли борцом с развратом и коррупцией, а адвокат Ханаи сам вызвался защищать его. На суде в защиту Ханаи выступил его несовершеннолетний сын.
В отличие от других известных серийных убийц Ирана, таких как Мухаммед Бидже и Исмаил Джафарзаде, Ханаи был казнён в тюрьме, а не публично. Он был повешен ранним утром 8 апреля 2002 года.

## В массовой культуре
- Документальный  фильм  «И пришёл паук» рассказывает о деле Саида Ханаи и включает в себя интервью убийцы (режиссёр Мазьяр Бахари[англ.], 2002).
- История Саида Ханаи частично обыгрывается в альбоме Элиса Купера Along Came a Spider  (2011).
- На деле Ханаи основан художественный фильм 2022 года «Убийца «Священный паук»».